# Matorral xerófilo
El matorral xerófilo o semidesierto es un ecosistema conformado por matorrales en zonas de escasas precipitaciones, por lo que predomina la vegetación xerófila. El WWF lo considera un bioma denominado desiertos y matorrales xerófilos y lo agrupa conjuntamente con los ecosistemas de desierto.
La vegetación es frecuentemente de tipo espino como las cactáceas y bromelias, presentándose también arbustos achaparrados, árboles caducifolios y pastizal semidesértico.

## Desierto y matorral xerófilo (bioma)
El Fondo Mundial para la Naturaleza reúne en el bioma denominado Desiertos y matorrales xerófilos tanto a los desiertos como a los semidesiertos. En estos últimos es donde se desarrollan plantas leñosas o arbustos que son característicos de estas regiones: Por encima de todo, estas plantas han evolucionado para minimizar la pérdida de agua. La fauna está igualmente bien adaptada y es muy biodiversa. Esta riqueza biológica se observa principalmente en los desiertos de Namib-Karoo, Chihuahua, México central y en el matorral xerófilo de Australia.

## Regiones de matorral xerófilo

### Norteamérica

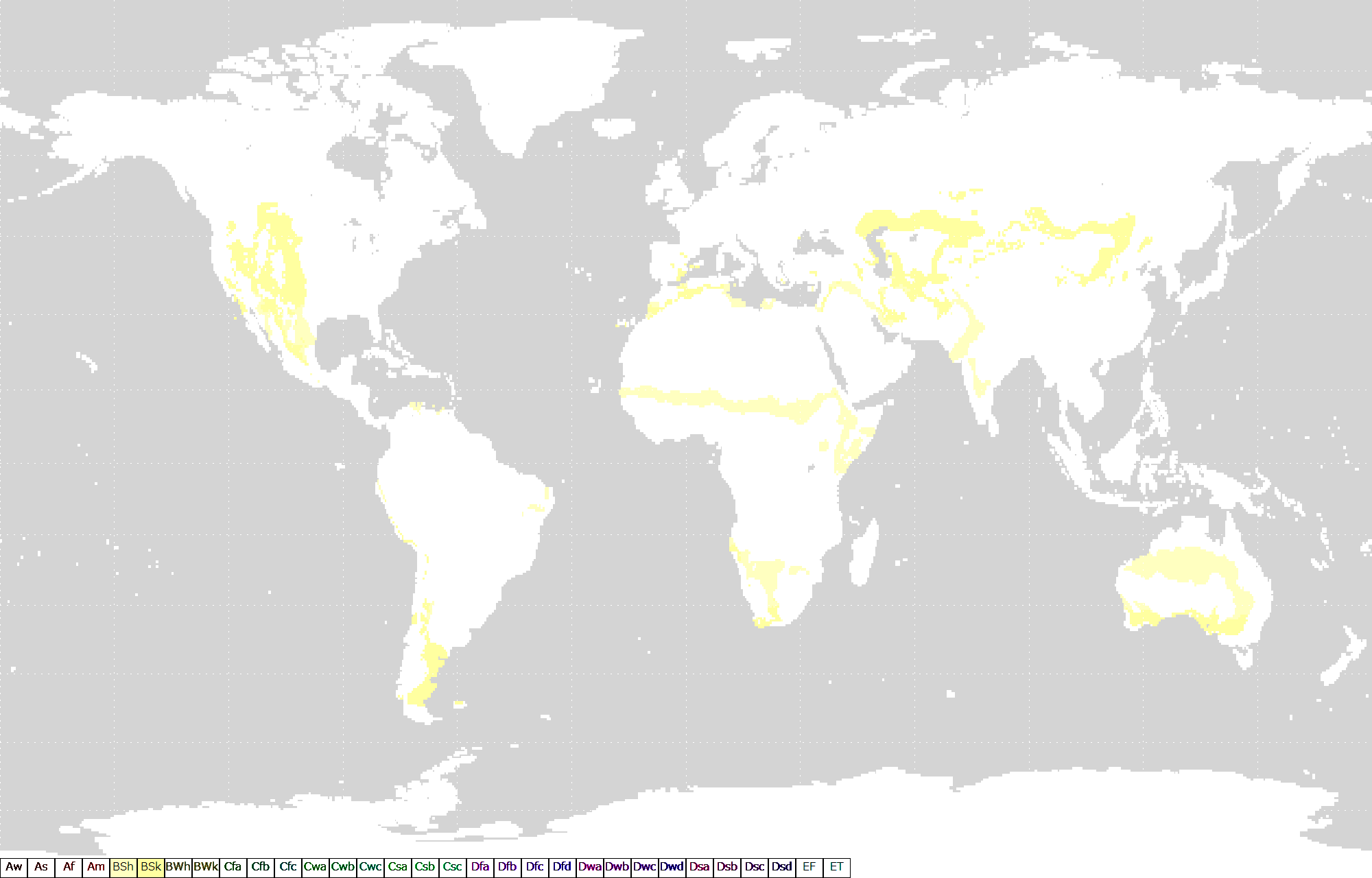
Las zonas de clima semiárido (semidesiertos) son favorables para el desarrollo del matorral xerófilo.

Los llamados desiertos de México y Estados Unidos, son en realidad semidesiertos que por continuidad, constituyen la más importante región de matorral xerófilo del mundo, con diferentes tipos de ecosistemas de xerófilo. Esta región está conformada por los desiertos de Sonora, Mojave, Chihuahua, Arizona, Baja California y Colorado.

### Sudamérica

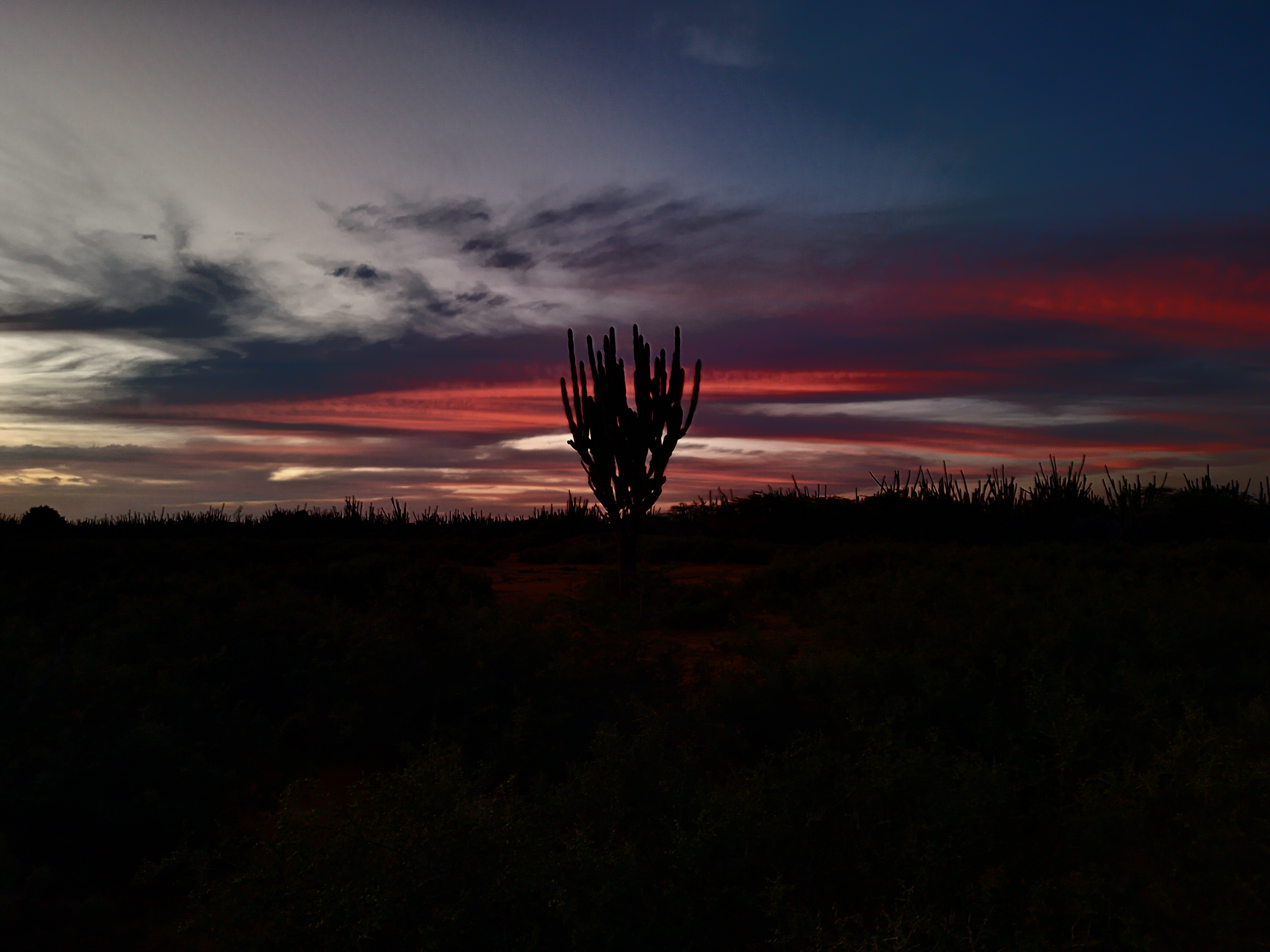
Atardecer en el matorral xeófilo de Paraguaná, Venezuela.

Algunas regiones con matorral xerófilo que destacan en Sudamérica son:
- Caatinga, situada en la región Nordeste de Brasil.
- La serranía esteparia, situada en los Andes peruanos a una altitud promedio de 3000 m s. n. m. (metros sobre el nivel del mar)
- El monte argentino, con predomino de formaciones arbustivas xerófilas.

En otros países se encuentra matorral xerófilo aisladamente, como en la península de Paraguaná y Cordillera de la Costa (Venezuela), en la península de La Guajira y desierto de la Tatacoa (Colombia), en las islas Galápagos (Ecuador) y en las zonas estepáricas del norte de Chile (matorral chileno).

### Caribe
Se encuentra matorral xerófilo en las Antillas Menores en islas como Curazao, Bonaire, Aruba, Margarita, Barbados, Martinica, Marigalante, Guadalupe, Antigua, Barbuda, Anguila, San Martín, Santa Cruz, etc.

### África
- El Sahara: Las zonas que rodean al gran desierto del Sahara conforman extensas ecorregiones de vegetación xerófila, como son las estepas y bosques nord-saharianos, el Sahel y las costas del mar Rojo. También las áreas centrales de monte xerófilo del Sahara occidental, Sahara oriental, Tibesti y monte Uweinat.
- El Cuerno de África: Se encuentran las ecorregiones de matorral xerófilo de Etiopía, de Somalia y de los masáis.
- El Kalahari: En África austral destaca la ecorregión del Kalahari, que se relaciona con las ecorregiones de Karoo nama y Namibia, extendiéndose el matorral xerófilo hasta los desiertos del Namib, Karoo suculento y Kaokoveld.

### Europa
Al sur de Europa la vegetación típica es xerófila, ya que tiene que soportar la aridez estival propia del clima mediterráneo seco. Destaca en el Desierto de Tabernas y en zonas de monte bajo del Valle del Tajo en especial dentro del término municipal de Talavera de la Reina todo ello en España.

### Cercano Oriente
En el Cercano Oriente hay varias ecorregiones semidesérticas de matorral xerófilo como la de Mesopotamia, de la costa de Arabia, el de Arabia-Sinaí, del suroeste de Arabia, del golfo de Omán, del golfo Pérsico, de Azerbaiyán y de Socotra.